# Claude Bouchinet-Serreulles
Claude Bouchinet-Serreulles, né le 26 janvier 1912 à Paris (17e), mort le 8 décembre 2000 à Neuilly-sur-Seine, est un résistant et diplomate français, Compagnon de la Libération.

## Biographie

### Origine
Fils de Jean Bouchinet, administrateur de sociétés, et de Charlotte Serreulles (divorcée de Raoul Radet de Saint-Jean), demi-frère de Robert de Saint Jean, Claude Bouchinet fait ses études au collège Stanislas. Il est titulaire d'une licence de droit et est diplômé de l'École libre des sciences politiques.
Il fait son service militaire à l'École de cavalerie de Saumur en 1934, d'où il sort sous-lieutenant. Il est, avant la guerre, adjoint à l'attaché commercial de l'ambassade de France à Berlin. Mobilisé en 1939, il est lieutenant à l'état-major de la mission française de liaison auprès du corps expéditionnaire britannique.

### La Résistance
Devant l'atmosphère défaitiste du Grand Quartier général replié à Vichy, il abandonne son poste le 17 juin 1940 et, parvenu à Bordeaux, embarque sur le Massilia à destination du Maroc. L'Afrique du Nord acceptant l'armistice, Claude Bouchinet-Serreulles embarque clandestinement sur un bateau de troupes polonaises pour l'Angleterre. Il s'engage le 23 juillet 1940 dans les Forces françaises libres (FFL). Son grand ami d'enfance, Geoffroy Chodron de Courcel, lui demande de le rejoindre au cabinet du général de Gaulle où il est affecté comme aide de camp de juillet 1940 à octobre 1942. Sur sa demande, il obtient d'être reversé au Bureau central de renseignements et d'action (BCRA) et, à partir d'octobre 1942, il commence la préparation de sa mission en France.
En février 1943, il est mis à la disposition de Jean Moulin pour occuper, sous son autorité, un poste d'adjoint. Déposé dans la nuit du 15 au 16 juin près de Mâcon, il arrive à Lyon le matin même et rencontre Jean Moulin qui, après l'arrestation du général Delestraint, le destine à s'occuper des questions militaires. Il échappe au coup de filet de Caluire. Dès le 22 juin, il assure l'intérim de Jean Moulin et rend compte par câble au général de Gaulle des arrestations de Caluire. Il contribue à maintenir le Conseil national de la Résistance comme organe supérieur de la Résistance et donne une cohésion à l'ensemble des mouvements qui le constituent. Il est rejoint le 15 août 1943 par Jacques Bingen avec qui il partagera désormais les responsabilités de l'intérim de la Délégation générale.
D'après Daniel Cordier, Serreulles prend des risques inconsidérés en localisant beaucoup trop ses activités et rendez-vous au secrétariat de la Délégation, ce qui contraste avec les précautions prises par Jean Moulin.
En mission en France, l'officier du SOE Forest Yeo-Thomas fait le même constat. Il s'alarme du manque élémentaire de précautions de Serreulles et de son adjoint Jacques Bingen. Après l'affaire de la Rue de la Pompe (la saisie par la Gestapo au secrétariat de la Délégation de tout un fichier non crypté contenant des dizaines de noms, d'alias et d'adresses de résistants, conduisant à des dizaines d'arrestations dont celle de Laure Diebold), il demande leur rappel « immédiat » à Londres, soulignant qu'ils « portent une lourde responsabilité dans les arrestations ».
En octobre, le général de Gaulle nomme Émile Bollaert délégué général pour occuper le poste resté vacant depuis l'arrestation de Jean Moulin. Émile Bollaert demande à Claude Bouchinet-Serreulles et à Jacques Bingen de demeurer dans les fonctions qu'ils exerçaient jusqu'alors et ceux-ci restent ses adjoints jusqu'à son arrestation, en février 1944, avec Pierre Brossolette. L'action de la Délégation comprend la coordination des forces de la Résistance, notamment dans le domaine de la lutte contre la déportation, en dirigeant les jeunes Français réfractaires au STO vers les maquis, et dans celui de la décentralisation des actions militaires à venir par l'installation d'un délégué militaire régional (DMR) désigné par Londres dans chaque région. Les efforts en vue d'unifier toutes les formations militaires de la Résistance (Armée secrète, FTP, ORA) aboutissent à la création, en février 1944, des Forces françaises de l'intérieur (FFI).
Dans la nuit du 3 au 4 mars 1944, Serreulles quitte la France par avion Lysander pour Londres ; puis il se rend à Alger et rend compte au général de Gaulle de l'évolution de la situation depuis neuf mois. Dès les premiers jours d'avril, il regagne Londres muni des instructions du Général pour Alexandre Parodi, nouvellement nommé délégué général. Mais il ne peut rejoindre la France que le 15 août 1944, parachuté près de Mâcon. Il partage alors avec Jacques Maillet la mission de mettre en place dans les régions de la zone sud et d'Aquitaine les nouvelles autorités. Il regagne Paris le 13 septembre 1944 par voie aérienne, des combats se poursuivant sur la Loire.
Nommé commissaire de la République en mission, il devient, en octobre 1944, directeur de cabinet du ministre de l'Intérieur, Adrien Tixier.

### L'après-guerre
En mars 1945, il est nommé membre de la délégation française à la Conférence constitutive des Nations unies à San Francisco. En juillet 1946, Claude Bouchinet-Serreulles est secrétaire général adjoint de la Conférence de paix de Paris. En 1947, il est secrétaire général du Comité européen de coopération économique (Plan Marshall). En poste à l'OECE de 1948 à 1951, il est ensuite administrateur de sociétés et en dirige plusieurs (Ateliers de construction Lavalette, Financière des Caraïbes, Société d'exploitation de produits industriels (SEPI), etc).
Il est membre du Conseil de l'Ordre de la Libération depuis juin 1969.
Il est directeur général du quotidien Le Parisien libéré de 1978 à 1982.
En octobre 1997,, il est cité comme témoin au procès de Maurice Papon. Interrogé sur sa connaissance du sort des juifs déportés et sur la connaissance des lois antijuives à Londres, il répond : « Nous n'ignorions rien des déportations, mais évidemment nous ne savions rien de la Solution finale. Nous n'avions aucune information sur les chambres à gaz,. »
Claude Bouchinet-Serreulles meurt le 8 décembre 2000 à Neuilly-sur-Seine. Il est inhumé dans l'ancien cimetière de Neuilly.
Il s'était marié en premières noces avec Janine Raynaud, ex-épouse de Pierre Havard (directeur adjoint du cabinet du secrétaire d’État à l’Intérieur Pierre Pucheu) et belle-sœur d'Hervé Alphand, puis en secondes noces à Marie-Hélène Blanchy, divorcée du comte Philippe de Ganay et mère de Thierry et de Christine de Ganay (épouse de Pal Sarkozy et mère d'Olivier Sarkozy).

## Distinctions
- Grand officier de la Légion d'honneur
- Compagnon de la Libération par décret du 30 mars 1944[11]
- Croix de guerre 1939–1945

## Noms de codes
- Alias : Sophie, Scapin, Clovis.
- Pseudonymes : Claude Sauvier, Pierre Luguet, Lépicié, Pèlerin, Charles Sellier, Mallarmé, Corot.

## Publications
- Claude Bouchinet-Serreulles, Nous étions faits pour être libres : La Résistance avec de Gaulle et Jean Moulin, Paris, Grasset, octobre 2000, 401 p. (ISBN 978-2-246-51711-5 et 2246517117, LCCN 2001371713)